# Glyptocrinus
Il gliptocrino (gen. Glyptocrinus) è un echinoderma estinto, appartenente ai crinoidi. Visse tra l'Ordoviciano medio e il Siluriano inferiore (circa 460 - 430 milioni di anni fa) e i suoi resti fossili sono stati ritrovati in Nordamerica.

## Descrizione

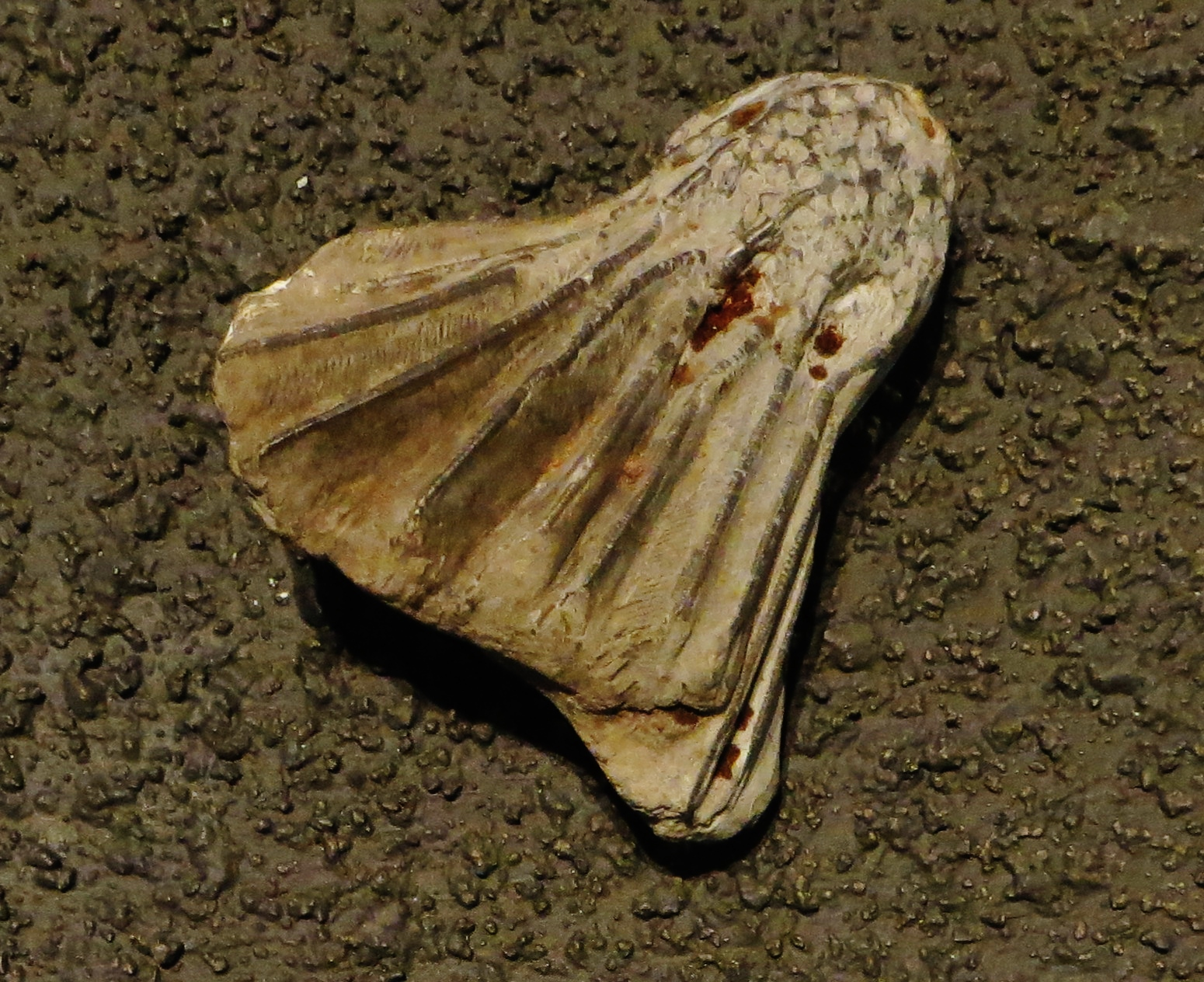
Fossile di Glyptocrinus decadactylus

Il calice di Glyptocrinus era ornamentato con sottili creste e piccoli nodi. In alcune specie (ad es. G. decadactylus) le creste del calice erano a forma di stella, e ciò lo rendevano simile a quello di altri crinoidi ordoviciani come Pycnocrinus. Solitamente lo stelo era piuttosto corto (circa 20 centimetri), con ossicoli nodali di grande diametro circolare, che si alternavano a numerosi internodali più piccoli. La specie G. fornshelli era di grandi dimensioni, e il solo calice (escluse le braccia) era alto circa 7,5 centimetri. Le braccia erano notevolmente pinnulate e potevano essere lunghe tre volte il calice. Solitamente questa specie, per via delle grandi dimensioni e della fragilità delle piastre del calice, si conserva allo stato fossile sotto forma di calici e braccia disarticolati.

## Classificazione
Glyptocrinus, descritto per la prima volta nel 1847 da Hall, è un genere di crinoidi particolarmente diffuso nelle rocce ordoviciane degli Stati Uniti: i suoi resti fossili si rinvengono in Illinois, Iowa, Indiana, Kentucky, Minnesota, New York, Ohio, Pennsylvania, Tennessee e Quebec. Glyptocrinus appartiene alla sottoclasse estinta dei Camerata, in particolare all'ordine Monobathrida.